# ザ・ビートルズ・クラブ
ザ・ビートルズ・クラブは、現在日本におけるビートルズの公認ファン・クラブである。略称はBCC。現会長は斉藤早苗。なお、1972年3月に解散した公認ファン・クラブ、ビートルズ・ファン・クラブ（略称BFC）と直接的な関係はない。

## 沿革
- 1966年、ビートルズが来日した年にその前身である「ビートルズ研究会」が発足。
- 1967年、ビートルズの映画上映会を中心として活動を行っていたため、「ザ・ビートルズ・シネ・クラブ」と改名。
- 1980年12月、元ビートルズのメンバーであるジョン・レノンが殺害された後（12月8日）、多くのファンからの要望によりジョン・レノン追悼集会を開催。
- 1996年4月、名称を現在の「ザ・ビートルズ・クラブ」に変更。
- 2000年12月8日、北沢タウンホールにてジョン・レノン没後20周年追悼イベントを開催。「ヘイ・ブルドッグ」のPVなどの貴重なフィルム上映や押葉真吾らによるライブが行われた。

## 主な活動内容
月刊会報誌：『月刊 ザ・ビートルズ』(BCC出版）の編集・発行。
- 長期連載：「ビートルズ全曲紹介」、「ベス子に聞け！」、ビートルズの解散直後から2001年までを日付ごとに掲載した書籍の翻訳、「真相！ゲット・バックセッション」・「ビートルズ使用楽器」。
- 2017年-：ピート・ショットンによるジョンとビートルズの回想録の連載を開始。2018年からビートルズ関連人物紹介の連載開始。
- 1980-90年代：復刊した「ザ・ビートルズ・マガジン」と提携し、最新情報やトニー・バウロウの回想録を掲載。(2000年代に終了)

その他：トリビュート・イベントの企画・開催。ビートルズに関する研究・執筆・出版活動など。
- 1985年：1984年の年末に公開されたポールの映画「ヤア！ブロードストリート」のストーリーブックを発刊。(斎藤会長がメイキングとストーリーとポールのプライベートの部を、財津和夫がポールが収録曲を語る部分を翻訳)